# Palazzo San Gervasio
Palazzo San Gervasio es un municipio situado en el territorio de la provincia de Potenza, en Basilicata (Italia).

## Demografía
| Gráfica de evolución demográfica de Palazzo San Gervasio entre 1861 y 2001 |
|                                                                            |
| fuente ISTAT - elaboración gráfica a cargo de Wikipedia                    |